# John Kohn
John Kohn (* 7. November 1925 in New York City; † 4. Mai 2002 in Sherman Oaks, Kalifornien) war ein US-amerikanischer Filmproduzent und Drehbuchautor.

## Leben
Kohn nahm als Bordschütze in der United States Army Air Forces am Zweiten Weltkrieg teil. Nach seinem Abschluss an der University of California, Los Angeles arbeitete er zunächst für das Radio und wandte sich dann dem Drehbuchschreiben für das Fernsehen zu. In den 1960er Jahren verfasste er auch die Drehbücher zu mehreren Kinofilmen, außerdem wandte er sich der Filmproduktion zu. Kohn war Ende der 1950er Jahre nach Europa gezogen. Als Produzent war er für die britische Firma EMI Films tätig, deren US-amerikanische Produktionsabteilung er von 1979 bis 1983 leitete.
Bei der Oscarverleihung 1966 war er gemeinsam mit Stanley Mann für das Drehbuch zu Der Fänger in der Kategorie Bestes adaptiertes Drehbuch für den Oscar nominiert. Im gleichen Jahr waren sie auch für den Golden Globe Award nominiert.
Sein letzter Film als Autor wie Produzent, Shanghai Surprise, brachte ihm zwei Nominierungen für die Goldene Himbeere 1987 ein.
Kohn war seit 1953 verheiratet. Sein Sohn Peter Kohn ist als Regieassistent und Produzent tätig. John Kohn starb an den Folgen einer Krebserkrankung.

## Filmografie (Auswahl)
Drehbuch
- 1953–1954: My Little Margie (Fernsehserie)
- 1963: Das Schwert des Königs (Siege of the Saxons)
- 1965: Der Fänger (The Collector)
- 1973: Theater des Grauens (Theatre of Blood)
- 1979: Golden Girl (Goldengirl)
- 1986: Shanghai Surprise

Produktion
- 1965: Der Fänger
- 1967: Feuerdrache (Fathom)
- 1968: Teuflische Spiele (The Magus)
- 1970: Im Visier des Falken (Figures in a Landscape)
- 1986: Shanghai Surprise